# Hélène Monastier

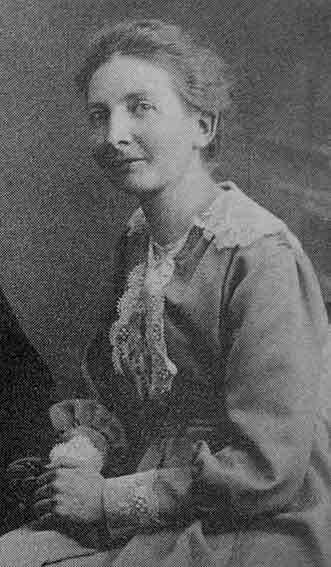
Hélène Monastier (ca. 1904)

Hélène Monastier (* 2. Dezember 1882 in Payerne; † 7. März 1976 in Lausanne) war eine Waadtländer Lehrerin. Sie war eine prägende Persönlichkeit der religiösen Sozialisten, des Service Civil International und der Quäker der französischsprachigen Schweiz.

## Leben
Hélène Monastier wurde in einer Pfarrerfamilie geboren und ging zuerst in Payerne zur Schule; ihr Urgrossvater war der Geistliche und Historiker Antoine Monastier. 1893 übernahm ihr Vater eine Stelle als Bibliothekar der Theologischen Fakultät der "Église libre du canton de Vaud" in Lausanne. Sie ging in die École Vinet, eine Privatschule, welche von Mädchen aus protestantischen und liberalen Kreisen besucht wurde. Ihre religiöse Bildung erfuhr sie in der Familie, in der Sonntagsschule und vor allem in der École Vinet. Sie erlebte manchmal «Momente der Gnade», «Spuren mystischen Lebens», wie sie es nannte.

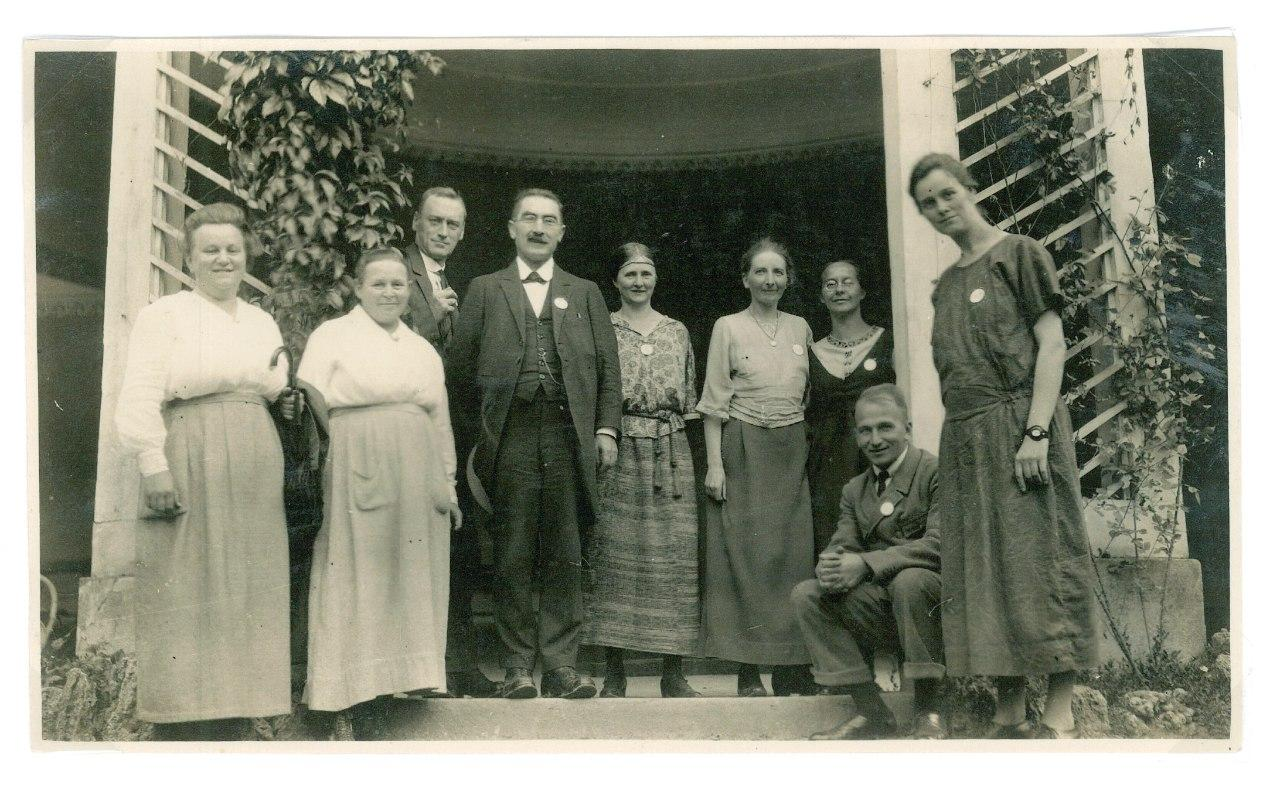
Hélène Monastier (4. von rechts), Pierre Ceresole (3. von links) und Leonhard Ragaz (4. von links) 1924

Monastier lebte zeitlebens mit einem gelähmten Bein, weil sie mit zwei Jahren an Kinderlähmung erkrankt war. Die Haltung ihrer Eltern erleichterte ihre Kindheit, aber sie litt als Jugendliche unter ihrem Gebrechen. Ein Operationsversuch im Alter von 27 Jahren brachte keine merkliche Besserung. Als ihr Freund Samuel Gagnebin ihr Auszüge aus Blaise Pascals Prière pour demander à Dieu le bon usage des maladies gab, ist sie wie verwandelt. Von da an sah sie sich als geheilt an.
Sie absolvierte eine Ausbildung zur Lehrerin in Deutschland, Lausanne und England. Dort entdeckte sie die Lebensbedingungen der Arbeiter, Arbeitslosigkeit, den Klassenkampf und den Sozialismus.

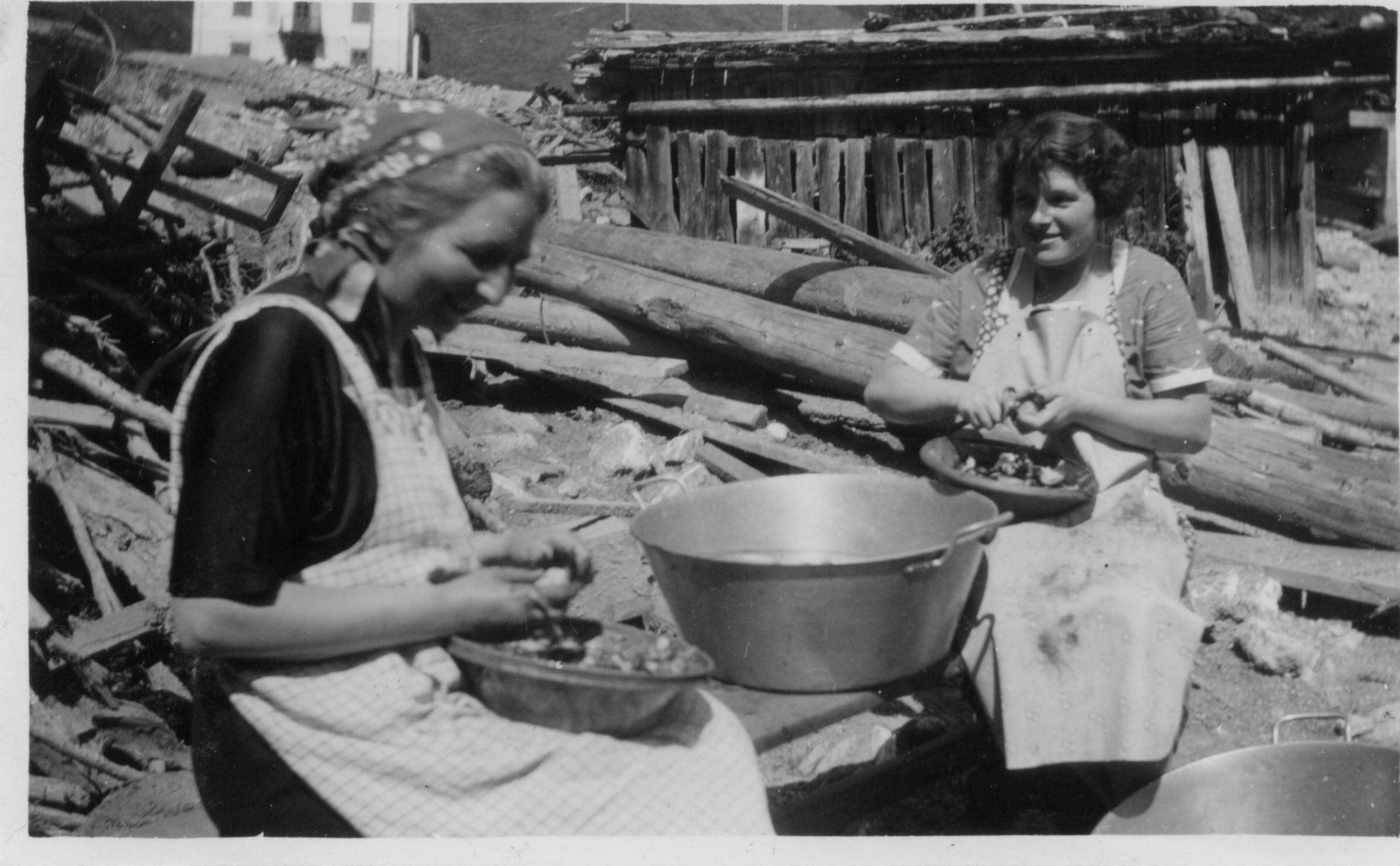
In einem Arbeitslager des Service Civil International in Safien (links), 1932

Hélène Monastier war von 1904 bis 1943 als Lehrerin an der École Vinet tätig. Ab 1905 unterrichtete sie auch junge Lehrlinge und Arbeiterinnen im Maison du peuple (Volkshaus) und entdeckte so die Lebensbedingungen der Unterprivilegierten. Sie traf die religiösen Sozialisten bei einem Vortrag von Paul Passy in Lausanne und half bei der Gründung einer lokalen Gruppe. 1914 wurde sie die erste Präsidentin der Fédération romande des socialistes chrétiens. Eine Frau an der Spitze einer politischen Organisation war für die damalige Zeit neu. Sie nahm an den Ersten Mai-Kundgebungen teil und besuchte Anarchisten und Freidenker. Zweimal bestätigte die Leitung der École Vinet ihr Vertrauen in sie. Aber sie kündigte, aus Angst, dass ihre politischen Aktivitäten dem Ruf der Schule schaden könnten (einige Eltern hatten sich Sorgen gemacht).

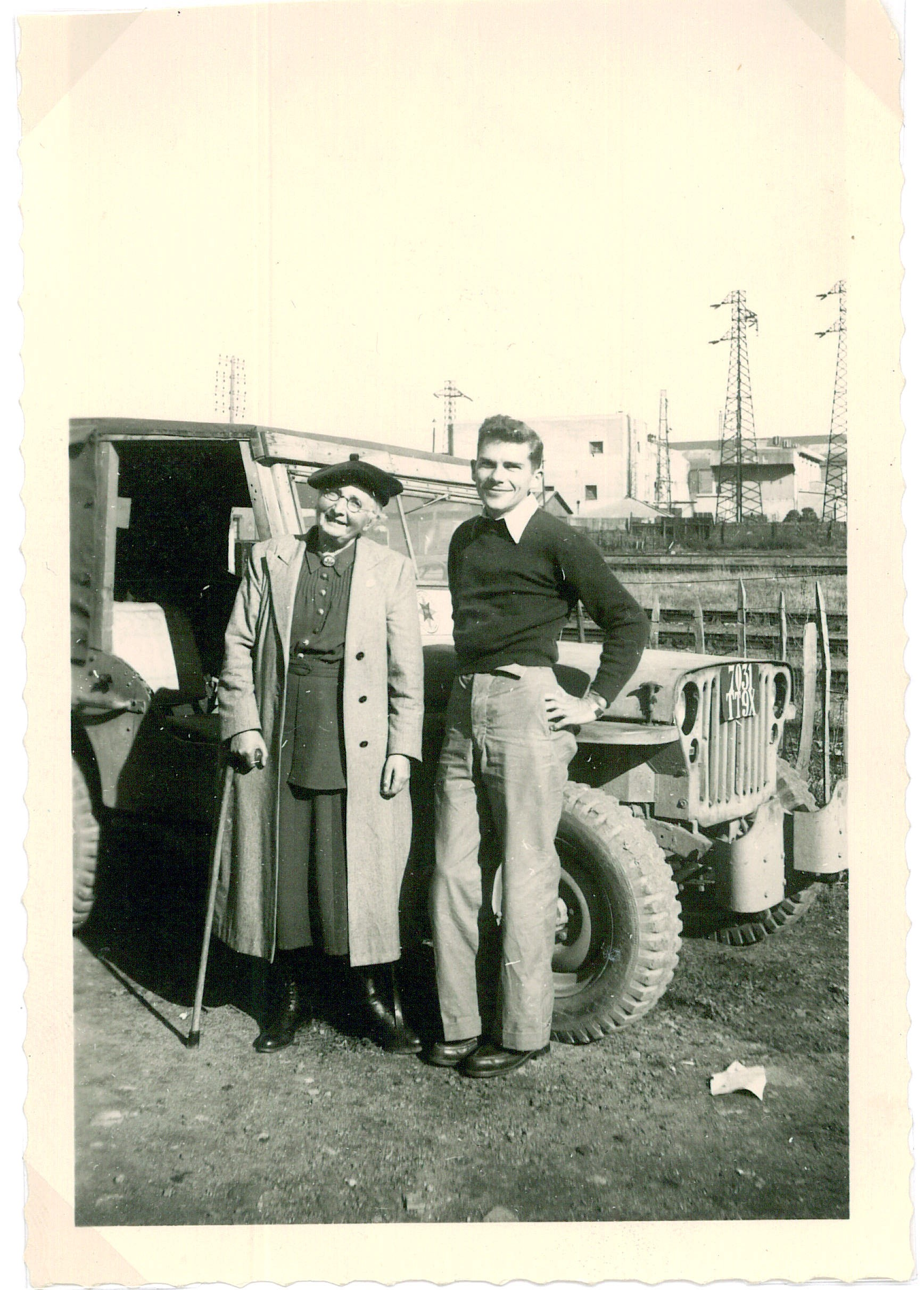
Hélène Monastier (1950)

Während des Ersten Weltkriegs freundete sie sich mit Leonhard Ragaz und seiner Frau Clara an und versuchte, Ragaz' religiöse Bewegung in der Romandie bekannt zu machen. 1917 lernte sie Pierre Cérésole kennen und setzte sich mit Begeisterung für den Pazifismus ein. Bis zu seinem Tod 1945 arbeitete sie eng mit ihm zusammen, so bei der Gründung des Service civil volontaire (Freiwilliger Zivildienst) aus dem der Service Civil International (SCI) wurde. Sie war "die aktivste, eifrigste und überzeugteste der Mitarbeiterinnen" des SCI und war auch dessen internationale Präsidentin in den 1940er Jahren.
Durch ihren Bruder und Pierre Ceresole lernte Hélène Monastier die Quäker kennen. Sie befasste sich einige Jahre mit dem Quäkertum und entdeckte, dass "wenn es die Symbole und äusseren Zeichen fallen lässt, dann, um direkt zum Wesentlichen zu gelangen: zur Substanz. Sie blendet die Vermittler aus und stellt jeden Gläubigen von Angesicht zu Angesicht Gott gegenüber." 1932, im Alter von 50 Jahren, wurde sie Mitglied der Quäker (der Religiösen Gesellschaft der Freunde). Zusammen mit René Mingard und seiner Frau gründete sie eine kleine Quäkergruppe in Lausanne. Sie war sechs Jahre lang Mitarbeiterin der Schweizer Niederlassung und Herausgeberin des Bulletins "Entre Amis".
Hélène Monastier war 1954/55 bei der Gründung des Comité lausannois de l'Aide suisse aux régions extra-européenne beteiligt, aus dem später die Entwicklungsorganisation Helvetas wurde.
Nach ihrer Pensionierung ab 1943 widmete sie sich dem Schreiben. Sie verfasste eine Biografie von Pierre Cérésole und eine Geschichte des Service civil international.
Ab 1975 wohnte sie im Bethanien-Heim in Lausanne, wo sie 1976 im Alter von 93 Jahren starb.

## Persönlichkeit

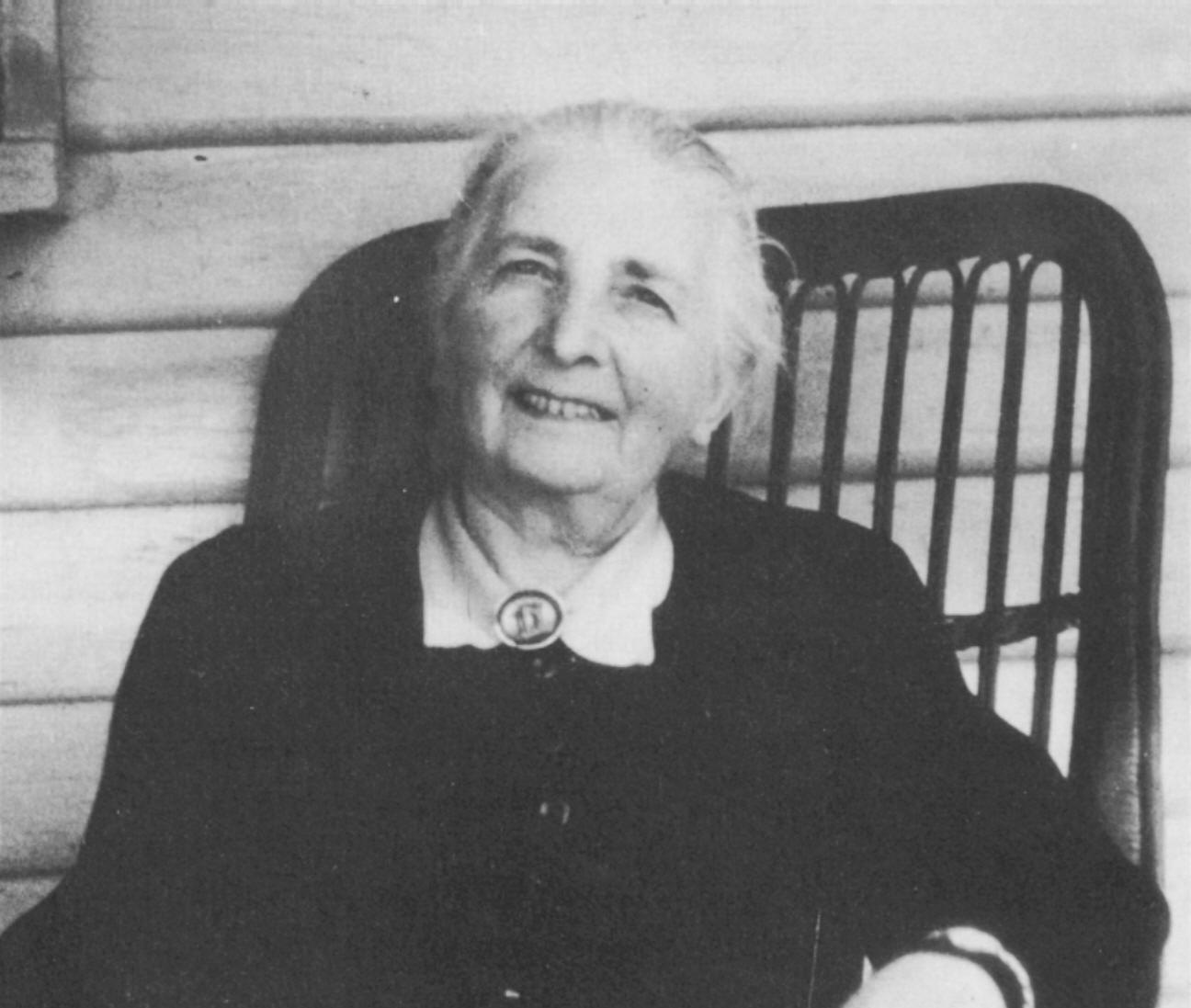
Hélène Monastier (1970)

Hélène Monastier wird als geborene Pädagogin beschrieben, "die die Gabe hat, durch ihren Respekt vor der Persönlichkeit der Kinder das Beste aus jedem ihrer Schüler herauszuholen", durch ihre Liebe und ihre Strenge. "Mit dem Gehirn eines CEO besass sie alle Trümpfe: grosse Klarheit der Gedanken, Schnelligkeit der Entscheidungen, einen angeborenen Sinn für Organisation, gutes Schreiben und einen grossen Sinn für Humor."

## Ehrungen
Am 3. Oktober 2003 wurde in Lausanne (Pré-du-Marché 17) zur Erinnerung an sie eine Plakette angebracht.

## Werke
- Hélène Monastier: Pierre Ceresole, Ein Kämpfer für den Frieden, Wien, Sensen, 1950, 32 S.
- Le mouvement religieux de la Suisse allemande, in Revue de théologie et de philosophie, Lausanne, 1916.
- Leonhard Ragaz, quelques aspects de sa pensée et de son œuvre, in Le Christianisme social, 1922.
- mit Louis Monastier-Schroeder: William Penn, 1644-1718, Genève, Éditions Labor et Fides, 1944 (réimpr. 1967), 159 S.
- mit Pierre Ceresole: Un quaker d’aujourd’hui, Paris, Société religieuse des Amis (Quakers), 1947, 43 S.
- Textes de Hélène Monastier et Pierre Cérésole... [et al.], Lausanne, A. Diez, 1954, 195 S.
- mit Edmond Privat, Lise Ceresole...(et al.): Pierre Ceresole d'après sa correspondance, Neuchâtel, A la Baconnière, 1960, 251 S.
- Paix, pelle et pioche: histoire du Service civil international de 1919 à 1954, Lausanne, La Concorde, 1955, 144 S.
- mit Pierre Cérésole: Le plus grand parmi nous, celui qui sert, Paris, Société religieuse des Amis (Quakers), 1960, 20 S.
- mit Alice Brügger: Paix, pelle et pioche: histoire du Service civil international de 1919 à 1965,  Service civil international, 1966, 167 S.

Autobiografie
- Mon itinéraire spirituel : Une longue route qui m'a amenée au Quakerisme, 1968, 14 S.